# عمر فاروق عثمان
عمر فاروق عثمان (بالإنجليزية: Umar Farouk Osman)‏ هو لاعب كرة قدم غاني، ولد في 23 سبتمبر 1998 في أكرا في غانا.